# Les Poissons et le Berger qui joue de la flûte
Les Poissons et le Berger qui joue de la flûte est la dixième fable du livre X de Jean de La Fontaine situé dans le second recueil des Fables de La Fontaine, édité pour la première fois en 1678.

## Texte de la fable
Tircis qui pour la seule Annette

Faisait résonner les accords

D’une voix et d’une musette,

Capables de toucher les morts,

Chantait un jour le long des bords

D’une onde arrosant des prairies,

Dont Zéphire habitait les campagnes fleuries.

Annette cependant à la ligne pêchait ;

Mais nul poisson ne s’approchait.

La Bergère perdait ses peines.

Le Berger qui para ses chansons

Eût attiré des inhumaines,

Crut, et crut mal, attirer des poissons.

Il leur chanta ceci : Citoyens de cette onde,

Laissez votre Naïade en sa grotte profonde.

Venez voir un objet mille fois plus charmant.

Ne craignez point d’entrer aux prisons de la Belle :

Ce n’est qu’à nous qu’elle est cruelle :

Vous serez traités doucement,

On n’en veut point à votre vie :

Un vivier vous attend plus clair que fin cristal.

Et quand à quelques-uns l’appât serait fatal,

Mourir des mains d’Annette est un sort que j’envie.

Ce discours éloquent ne fit pas grand effet :

L’auditoire était sourd aussi bien que muet.

Tircis eut beau prêcher : ses paroles miellées

S’en étant aux vents envolées,

Il tendit un long rets. Voilà les poissons pris,

Voilà les poissons mis aux pieds de la Bergère.

Ô vous Pasteurs d’humains et non pas de brebis :

Rois qui croyez gagner par raisons les esprits

D’une multitude étrangère,

Ce n’est jamais par-là que l’on en vient à bout :

Il y faut une autre manière.

Servez-vous de vos rets, la puissance fait tout.
— Jean de La Fontaine, Fables de La Fontaine, Les Poissons et le Berger qui joue de la flûte, texte établi par Jean-Pierre Collinet, Fables, contes et nouvelles, Gallimard, « Bibliothèque de la Pléiade », 1991, p. 411